# 鸟洞站
鸟洞站（韓語：새동역）是朝鮮民主主義人民共和國平壤龍城区域的一個鐵路車站，属于龙城线。

## 历史
- 1927年11月1日，落成使用。

## 邻近车站
龙城线
龍城站 - 鸟洞站 - 东北里站